# Ørkenens hvide sol
Ørkenens hvide sol (russisk: Белое солнце пустыни, translit: Beloje solntse pustyni) er en sovjetisk spillefilm fra 1969 produceret af Mosfilm og instrueret af Vladimir Motyl.
Filmen indeholder en blanding af action, komedie, musik og drama og er betegnet som en "eastern" (i modsætning til en western). Filmen blev en stor kommerciel succes og filmens temasang "Vasje blagorodie, gosposha udatja" blev et stort hit. Filmen bliver set af russiske kosmonauter som en tradition, inden de sendes ud i Rummet.
Filmen fik dansk biografpremiere i 1973.

## Handling
Filmen foregår på den østlige kyst af Det Kaspiske Hav (det nuværende Turkmenistan) hvor soldaten fra Den Røde Hær Fjodor Sukhov har kæmpet under Den Russiske Borgerkrig i nogle år. Sukhov går gennem ørkenen på vej hjem til sin elskede hustru Katerina Matvejevna, som han ofte tænker på og skriver imaginære breve til. På vej gennem ørkenen kommer Sukhov en lokal mand, Said, der er begravet i ørkenens sand. Sukhov befrier Said, og de to knytter et afmålt venskab, hvor Said kommer Sukhov til hjælp i en række episoder senere i filmen. De rejser videre sammen og bliver involveret i en konflikt mellem soldater fra Den Røde Hær og lokale guerillaer. Den russiske kommandant overlader til Sukhovs varetægt et harem af kvinder, der er efterladt af lederen af guerillaen, Abdullah, hvorefter kommandanten fortsætter forfølgelsen af Abdullah. Til at hjælpe sig får Sukhov også overladt en ung soldat, Petrukha.
Sukhov og kvinderne fra haremmet slår sig ned ved en lille landsby ved kysten. Sukhov forsøger at "modernisere" kvinderne i haremmet og at få dem til at blive en del at det moderne samfund. Han opfordrer dem til at tage burkaen af og forklarer, at polygami ikke er godt for kvinderne. Kvinderne er dog ikke meget for de nye tanker, men da Sukhov beskytter kvinderne, erklærer de ham deres nye mand.
Abdullah og hans bande kommer til landsbyen, hvor han finder kvinderne. Sukhov og Petrukha besøger Pavel Veresjagin, en tidligere tolder i zarens Rusland, og beder om hjælp og våben. Veresjagin får sympati for Petrukha, der minder ham om sin døde søn, men hans hustru overtaler Veresjagin til at blande sig uden om. Sukhov finder dog et maskingevær og dynamit. Imens har Abdullah fundet kvinderne, som han vil straffe for ikke at have begået selvmord, da han forlod dem. Det lykkes Sukhov af tage Abdullah til fange, men Abdullah overtaler den yngste kvinde i haremmet til at befri ham, hvorefter han dræber hende og Petrukha.
Sukhov og kvinderne søger tilflugt i en olietank, men bliver fundet, og planlægger at sætte tanken i brand. Veresjagin finder ud af, at Abdullah har dræbt Petrukha og beslutter at hjælpe. Said dukker også op, og det lykkes at drive Abdullahs bande væk. Vereschagin tager Abdullahs smuglerskib, men ved ikke, at Sukhov har placeret dynamitten på skibet, og omkommer, da skibet eksploderer.
Abdullah og hans bande bliver skudt i kampen og Sukhov kan give haremmet tilbage til kommandanten fra den Røde Hær. Han genoptager sin rejse hjem.

## Manuskript
Filmens instruktør Vladimir Motyl har forklaret, at film som Diligencen fra 1939 og High Noon inspirerede ham. og at han anså filmen som en blanding af de russiske folkeeventyr og westerngenren. Flere andre instruktører blev tilbudt at lave filmen, men afslog, ifølge Motyl fordi de mente, at kun amerikanske skuespillere kunne spille hovedrollen i en western, og fordi de anså manuskriptet for tyndt. Motyl afviste også selv at instruere filmen, men da han ikke blev tilbudt andre opgaver, tog han opgaven alligevel.
Den første udgave af filmen blev afvist af Mosfilm, der forlangte at manuskriptet blev forbedret. En krigsveteran fortalte manuskriptforfatteren om en hændelse, hvor en basmatji-leder havde forladt sit harem, der herefter flygtede, hvilket blev omdrejningspunktet i det nye manuskript. Motyl bidrog også til det nye manuskript og fik lagt mere vægt på karakteren Veresjagin. Mere end 60% af manuskriptet blev skrevet om.

## Optagelser
Sukhovs drømmescener om sin hustru er optaget nær byen Luga i Leningrad oblast. Optagelserne i nær Luga med traditionelle russiske landskaber står i kontrast til de resterende scener, der er optaget på den vestlige kyst af Det Kaspiske Hav nær Makhatjkala i Dagestan. Scenerne i ørkenen er optaget i Karakumørkenen i Turkmenistan.
En række scener på hesteryg blev optaget med en særlig stuntenhed. Selvom der ikke blev udført egentlige stunts med ridning, omkom en person under optagelserne. En række andre uheld plagede optagelserne grundet sløseri og ringe sikkerhed. Verestjagins ansigt under kampen på skibet har et sår, der er forårsaget af et slagsmål dagen inden, hvor crewet havde drukket sig fulde. Udstyr blev stjålet fra sættet. Tyverierne ophørte, da Motyl tog en af de lokale bandeledere med i filmen til en rolle i Abdullahs gang.

## Modtagelse
Ørkenens hvide sol er en af de mest populære film i Rusland, hvor den har status af en klassiker.
Filmen modtog ingen priser i sovjetæraen. Den solgte 34,5 million billetter, men tabte til Ved Søen ved uddelingen af USSR's statspris i 1970. Filmen fik først en sovjetisk/russisk pris i 1998, da Boris Jeltsin tildelte den den russiske statspris for filmens kulturelle betydning.
Filmen tiltrak sig behersket interesse i Vesten. The New York Times beskrev filmen som "eskapistisk underholdning".

## Eftermæle
I 1998 blev skaberne af filmen tildelt den russiske statspris 1997.Der er opført statuer af Veresjagin i Amvrosijivka (2001), Kurgan (2007), Moskva (2008) og Luhansk (2011). Monumenter af Sukhov er opført i Donetsk (omkring ) og Samara (2012)
Alle russiske kosmonauter ser filmen som et ritual forinden opsendelse og flere kratere på Venus er opkaldt efter navnene på Abdullahs hustruer i haremmet.
Flere citater fra filmen indgår som en del af det russiske sprog.